# Liste des rois du Dál nAraidi
Les rois du Dál nAraidi contrôlaient l’un des principaux royaume d’Ulster et étaient en compétition permanente avec le Dál Fiatach pour le titre de roi d’Ulaid.
La dynastie qui avait sa place forte à Ráith Mór, dans l’est de l’Antrim devient la principale lignée des Cruithnes (c'est-à-dire les Pictes) d’Ulster. Aux VIe et VIIe siècles les Cruithnes composaient en fait une confédération de petits États parmi lesquels le Dál nAraidi s’imposa comme force dominante seulement au VIIIe siècle. 

## Rois du Dál nAraidi & des Cruthini
- Cáelbad mac Cruind Ba Druí
- 1) Sárán mac Cóelbad
- 2) Condlae mac Cóelbad
- 3) Fíachna Lonn mac Cóelbad (vers 482)
- 4) Eochaid mac Condlai (mort en 533) roi d’Ulster
- 5) Aed Brecc (mort en 563)
- 5) bis Báetán mac Echach
- 6) Áed Dub mac Suibni (mort en 588)  roi d’Ulster
- 7) Fiachnae mac Báetáin (Fiachnae Lurgan) (mort en 626)
- 8) Congal Clóen mac Scandail Sciathlethan (mort en 637)  roi d’Ulster
- 8) bis Scandal mac Bécce mac Fiáchra (mort en 646)
- 9) Lochéne mac Finguine (mort en 645)
- 10) Eochaid Iarlaithe mac Lurgain (mort en 666)
- 11) Máel Cáich mac Scandail (mort en 666)
- 12) Cathassach mac Lurgain (mort en 668)
- 13) Dúngal Eilni mac Scandail (mort. 681)
- 14) Cathassach mac Máele Cáich (mort. 682)
- 15) Ailill mac Dúngaile Eilni (mort. 690)
- 16) Áed Aired (en) (mort. 698)
- 17) Cú Chuarán mac Dúngail Eilni (mort 708) roi d’Ulster
- 18) Lethlobar mac Echach (mort 709)
- 19) Fiachra Cossalach (mort 710)
- 20) Dubthach mac Congalaich (mort en 727)
- 21) Eochaid mac Echach (mort 715)
- 22) Indrechtach mac Lethlobair (mort.741)
- 23) Cathussach mac Ailello (mort.749) roi d’Ulster
- 24) Flathróe mac Fiachrach (mort.774)
- 25) Cináed Ciarrge mac Cathussaig (mort .776)
- 26) Tommaltach mac Indrechtaig (mort.790)  roi d’Ulster
- 27) Bressal mac Flathroe (mort.792)
- 28) Eochaid mac Bressail (mort.824)
  - Cináed mac Eochada roi du Nord (mort.832)
  - Flannacán mac Eochada  roi du Nord (mort 849)
- 29) Lethlobar mac Loingsig  (mort 873) roi d’Ulster
- 30) Cenn Étig mac Lethlobair (mort.900) roi d’Ulster
- 31) Muredach mac Cenn Étig.
- 32) Bécc mac Cenn Étig Ua Lethlobair (mort en 904)
- 33) Loingsech mac Cenn Étig Ua Lethlobair (mort en 932) roi d’Ulster
- 34)  Tommaltach mac Cenn Étig Ua Lethlobair.
- 35) Cathal mac Tommaltaig
- 36) Cellach mac Becce  (mort en 941)
- 37) Áed mac Loingsig (mort en 972) roi d’Ulster
- 38) Lethlobar Ua Fiachra (mort en 977)

## Sources
- (en) Edel Bhreathnach (sous la direction) The Kingship and landscape of Tara Fours Courts Press for The Discovery Programme Dublin (2005) Page 184 & Table 8 :  Dal nAiraidi.
- (en) Francis John,  Byrne Irish Kings and High-Kings Appendix II Table 7 page 287. Four Courts History Classics réédition  Dublin, 2004.  (ISBN 1-851821961).
- (en) T.W Moody, F.X. Martin, F.J. Byrne A New History of Ireland IX Maps, Genealogies, Lists. A companion to Irish History part II . Oxford University Press réédition 2011  (ISBN 9780199593064) « Kings of Ulster to 1201 » p. 198 & table généalogique 7 « Kings of Ulster (Cruthin) to 972 » p. 133.
- (en) Gearóid Mac Niocaill, Ireland before Vikings, Dublin, Gill & Macmillan, 1972 (ISBN 0-71710-558-X), p. 138 Rulers of Dál nAraide 625-792 & p.156 Fig n°34 Rulers of Ulidia: The Dál nAraide
- (en) Bart Jaski, Genealogical tables of medieval Irish royal dynasties, Dublin, Four Courts Press, 2013 (ISBN 9781846824265), p. 79 Tableau-3. Dál nAraide, Uí Echach Cobo